# Реюньонская утка
Реюньонская утка (лат. Alopochen mauritiana) — вымерший вид птиц семейства утиных, обитавший в лесах Маврикия.
Описан в 1893 году Альфредом Ньютоном и Гансом Фридрихом Гадовым по хорошо сохранившейся левой пряжке — плечно-запястной кости (лат. carpometacarpus), найденной Теодором Созье в маврикийском болоте Мар-о-Сонж. Первоначально птице было присвоено научное название Sarcidiornis mauritiana, однако в 1897 году британский палеонтолог Чарльз Эндрюс доказал её ближайшее родство с ныне живущим нильским гусем (Alopochen aegyptiacus) и, пересмотрев систематическое положение вида, дал ему нынешнее название — Alopochen mauritianus или Alopochen mauritiana.